# Clément Juglar

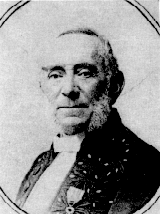
Clément Juglar

Joseph Clément Juglar (Parijs, 15 oktober 1819 - aldaar, 28 februari 1905) was een Franse doctor en statisticus.
Juglar wordt door velen beschouwd als de grondlegger van de business cycle-theorie. Juglar identificeerde een 7-11 jaarlijkse industriële cyclus, die later naar hem vernoemd werd. Zijn bevindingen omtrent kredietcyclussen veroorzaakten een kettingreactie van nieuwe theorieën. Nu worden de toepassingen nog veelvuldig gehanteerd op de beurs en in andere economisch-organiserende sectoren. Juglars meest doorslaggevende  werken zijn Des crises commerciales (1856), Annuaire de l’economie politique: Du change et de liberte d’émission (1868), les Banques de depôt, d’escompte et d’emission (1884).